# 히가시야마 노리유키
히가시야마 노리유키(일본어: 東山紀之, 1966년 9월 30일 - )는 자니즈 사무소 소속의 삼인조 그룹 소년대의 멤버 중 한 명이다. SMILE-UP. 전 사장.

## 생애
1979년 자니즈 사무소에 소속되어 1985년에 데뷔했다. 2008년 연극 《패왕별희》를 함께 한 배우 기무라 요시노와 2년간의 교제 끝에 2010년 결혼했다. 이듬해인 2011년 11월 4일 장녀가 태어났다.

## 출연
개인 출연만 기재. 『PLAYZONE』 등 그룹의 출연은 소년대 주요 출연 작품을 참조.

### TV 드라마
- 대하드라마(NHK）
  - 류큐의 바람(1993년) - 주연・케이타이 역
  - 겐로쿠 요란 (1999년) - 아사노 타쿠미노카미 역
  - 꽃 타오르다 (2015년) - 카츠라 코고로 역
- 마루마루 아내 (2015년) - 쿠보타 마사즈미 역

### 영화
- 브라더 베어〈일본어 더빙판〉(2004년 3월 13일 개봉, 월트 디즈니 스튜디오 모션 픽처스) - 주연・키나이 역(목소리 출연)

## 수상력
개인
- 1988년 제5회 베스트 지니스트상 일반선출부문
- 1993년 제22회 베스트 드레서상 스포츠·예능부문
- 2001년 문화청예술제상 연극부문우수상
- 2008년 일본영화비평가대상 주연남우상 (『山桜』)
- 2011년 제40회 베스트 드레서상 스포츠·예능부문
- 2013년 제24회 쥬얼리 베스트 드레서상 남성부문

그룹
- 1982년 하와이음악상 금상·안무상
- 1986년 제28회 일본 레코드 대상 최우수신인상 (『仮面舞踏会』)
- 1986년 제24회 골든 애로상 음악신인상·최우수신인상
- 1986년 제17회 일본가요대상 최우수신인상 (『仮面舞踏会』)
- 1986년 제13회 FNS 가요제 (『仮面舞踏会』)
- 1986년 제12회 닛폰 TV 음악제 최우수신인상·톱아이돌상
- 1993년 제31회 골든 애로상 연극상·그랑프리